# Western Australian National Panasonic
Il Western Australian National Panasonic è stato un torneo di tennis giocato a Perth in Australia su campi in erba. Ha fatto parte del WTA Tour nel 1981, anno in cui si svolse l'unica edizione della manifestazione.

## Albo d'oro

### Singolare
| Anno | Campione    | Finalista     | Punteggio |
| ---- | ----------- | ------------- | --------- |
| 1981 | Pam Shriver | Andrea Jaeger | 6–1, 7–6  |

### Doppio
| Anno | Campionessa                 | Finaliste                     | Punteggio |
| ---- | --------------------------- | ----------------------------- | --------- |
| 1981 | Barbara Potter Sharon Walsh | Betsy Nagelsen Candy Reynolds | 6–4, 6–2  |